# Alfredo Gómez Morel
Alfredo Gómez Morel (Santiago de Chile, 1917 - Santiago de Chile, 1984) fue un escritor y delincuente chileno. Alcanzó gran notoriedad al escribir en la cárcel, en 1961, El Río, la primera de una serie de novelas autobiográficas.

## La calle y la cárcel
Era hijo de una prostituta a la que apenas conoció. Tras fugarse de diversas casas de corrección, se crio como un niño de la calle (un «pelusa» en el argot local), durmiendo bajo los puentes y en los islotes del río Mapocho. 
Allí ingresó al hampa tradicional chileno. Hizo una carrera relativamente exitosa como delincuente, llegando a «lanza internacional» (carterista itinerante) y mercenario en bandas de Argentina, México, Colombia, Haití y otros países latinoamericanos. Se involucró en el tráfico de cocaína, como miembro de una organización basada en el Barrio chino de Lima. Estuvo detenido, en Chile y otros países, en 288 oportunidades.
Durante sus viajes se las ingenió, en ocasiones, para conseguir algunos empleos legales de guardaespalda y periodista. Hizo pequeños trabajos en diversos periódicos latinoamericanos, como La Nación de Buenos Aires, El Tiempo de Bogotá y El Telégrafo de Guayaquil.

## Éxito literario
Durante una condena de 3 años en la cárcel de Valparaíso fue atendido por el psiquiatra Claudio Naranjo, que lo alentó, como parte de un tratamiento, a narrar su vida por escrito. Gómez Morel antes había ganado un pequeño concurso literario en una penitenciaría colombiana con un poema llamado Canto al café. Ante el pedido del psiquiatra, y aparentemente motivado por la esperanza de obtener algún beneficio penitenciario, redactó sin dificultad la novela El Río, centrada en los recuerdos de su ruda niñez (violado por pandilleros y sacerdotes) y su iniciación en el hampa (con su hermético código de conducta, basado en la lealtad, el silencio frente al interrogatorio y la valoración de la astucia como cualidad suprema). 
El estilo naturalista de Gómez Morel llamó la atención. Su lenguaje, directo y sin concesiones, era una mezcla de laconismo y uso intenso del argot carcelario chileno (el coa). 
El libro impresionó tanto a sus primeros lectores que estos consiguieron que fuera de inmediato publicado en 1962. Un sector de la crítica culta, que vio paralelos con la vida y obra del exconvicto y literato francés Jean Genet, elogió la crudeza del relato. El volumen alcanzó cierta fama internacional, siendo traducido a varios idiomas. Por ejemplo, en 1974 fue publicado en Francia por la prestigiosa Editorial Gallimard, con prólogo de Pablo Neruda, que llamó al autor «un clásico de la miseria». 
Pero otro sector del ambiente literario chileno, la llamada Generación del 50 (José Donoso, Enrique Lafourcade y otros), que estaban más influenciados por los nuevos narradores norteamericanos, consideraron la novela una obra menor del realismo social, y vieron en el uso del coa la utilización de recursos propios del criollismo, que ellos pensaban debía ser superado.

## Novelas infructuosas
Gómez Morel tuvo la ocurrencia de completar una trilogía de novelas bajo el título Mundo adentro montado en un palo de escoba, basada en la presentación de su vida como el tránsito desde el Río Mapocho a las bandas delictivas internacionales, pasando, como a través círculos concéntricos, por El Río (el Mapocho), La Ciudad (su experiencia en Lima) y rematando con El Mundo. Estas novelas, y otras posteriores, no alcanzaron el impacto del debut.
En 1966, Gómez Morel mantenía una columna (El rincón de Alfredo) en la revista Aquí Está.

## El final
A partir de 1976 comenzaron a publicarse algunos artículos en la prensa chilena llamando la atención sobre la deteriorada situación económica de Gómez Morel. El poeta Andrés Sabella hizo un llamamiento a la solidaridad, conmovido por una carta que el novelista le envió. Pero otros, como el entonces dirigente gremial de los escritores, Luis Sánchez Latorre, ponían una cuota de desconfianza frente a las cartas de Gómez Morel. Lo consideraban una persona pedigüeña que hacía aparatosa ostentación de su pobreza.
En 1978, Gómez Morel, como una forma de agenciarse algo de dinero, manifestó a la prensa su apoyo a la dictadura militar de Augusto Pinochet y denunció que «ciertos grupos chilenos de izquierda, residentes en el extranjero, politizarían su libro El Río para desvirtuar la imagen de Chile y del Gobierno de la Honorable Junta en el exterior». A reglón seguido, solicitó una pensión de gracia al gobierno, que no le fue concedida.
Afirmó a la prensa que estaba a punto de ser filmada en Estados Unidos una película basada en El Río, y se comprometió a donar el 10% de sus derechos a una dudosa institución de caridad regentada por la esposa de Pinochet. Aparentemente estaba desesperado.
En 1979 se publicó su foto en la sección de personas extraviadas del diario La Tercera.
Sus últimos años los pasó solo, enfermo y pobre. Murió en 1984 como indigente, en un cuartucho de pensión en La Pintana, un barrio periférico de Santiago. Su cuerpo permaneció 9 días en la morgue antes de que alguien lo reclamara. Estuvo a punto de ser entregado a los estudiantes de anatomía.

## Obra
- El Río (novela), 1962.
- La Ciudad (novela), 1963.
- El Mundo (novela), 2012.
- El Regreso (novela inédita?).¹
- Yo me fugué del infierno (novela inédita?).¹
- Pobre Tomás (novela inédita?).¹

¹ Estas obras son consignadas por varios estudiosos, pero no se encuentran copias de ellas en la Biblioteca Nacional de Chile, por lo que surgen dudas acerca de su edición o autenticidad.